# Väster-Skästra
Väster-Skästra is een plaats in de gemeente Ljusdal in het landschap Hälsingland en de provincie Gävleborgs län in Zweden. De plaats heeft 68 inwoners (2005) en een oppervlakte van 15 hectare.